# أبوكريفا (العهد القديم)

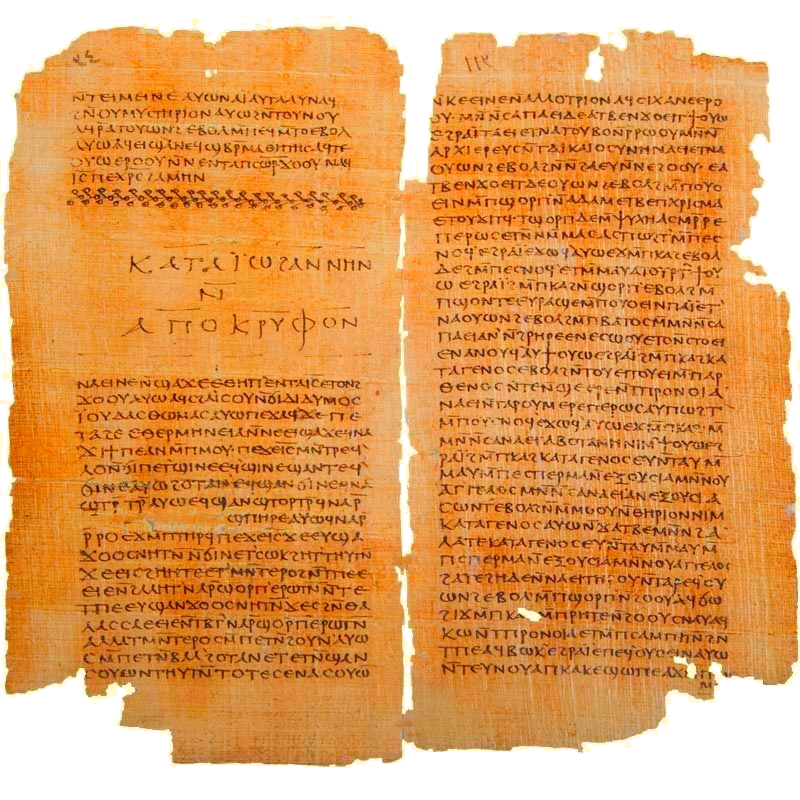
إنجيل توماس والكتاب السري لجون (أبوكريفون يوحنا)، الدستور الغذائي الثاني مخطوطات نجع حمادي. النصوص الغنوصية المسيحية المبكرة،

الأبوقريفا أو الأَبُوكْرِيفَا (Apocrypha) كلمة يونانية قديمة تعني «مخفي»، وتترجم إلى الكتب المنحولة أيضا، وفي السياق الديني يستعمل اليوم حصرا للإشارة إلى نصوص دينية تعتبر غير معترف بها من قبل الأكثرية الدينية، وتدريجيا اصطبغ المصطلح بمعانٍ سلبية مرادفة للتحريف. في المسيحية تطلق أبوكريفا على أسفار من الكتاب المقدس تم نبذها لأنه لم يتم إقرارها والموافقة عليها من قبل مجامع كنسية مختلفة.

## أبوقريفا
يعرف البروتستانت الأسفار التي تعرف لدى طوائف أخرى بال(الأسفار القانونية الثانية)، بال(أبوكريفا) لأنه لم يذكر من تعاليم المسيح والرسل الأوائل (الذي عاصروا وشاهدوا المسيح)، ما يثبت صحتها إلى اليوم.
وقد يعتبرها البعض مفيدة ولكن من الخطأ الكبير وغير المبرر أن تدعى بالكتاب المقدس الموحى به من الله والمكتوب من أناس مساقين بالروح القدس. رسالة بطرس الثانية 1 : 21. ورسالة تيموثاوس الثانية 3 : 16 (كل الكتاب هو موحى به من الله ونافع للتعليم والتوبيخ للتقويم والتأديب الذي في البر).
تمت كتابة أسفار ال(أبو كريفا) للعهد القديم (التوراة)، في فترة 400 سنة قبل الميلاد وهي من زمن النبي ملاخي إلى ولادة المسيح، ولم يقوم سيد المجد أو أي من الرسل بالاستشهاد بأي منها، والمعروف أن اليهود كانوا قد أضافوا الكثير من تعاليمهم إلى الكتاب المقدس وجعلوها مماثلة بالقيمة لكلمة الله، وهو ما نراه لحد هذا اليوم كما في (التلمود)، وكذلك كانوا في وقت السيد المسيح الذي أدان تعليمهم، الذي لم يكن من وحي الروح، ومن علاقة شخصية بالرب، إنجيل متى 16 : 6 (وقال لهم يسوع انظروا وتحرزوا من خمير الفريسيين والصدوقيين).
وكان المسيح قد انتهرهم كثيراً وبالطبع كان فهمهم وتعليمهم مناقضاً لما نراه في فكر الله (الكتاب المقدس)، وهذا ما يدل على زيف الكتب المحذوفة ال(أبوكريفا).
وقد كان النبي ملاخي قد ذكر في نهاية سفره نبؤة عن مجيء يوحنا المعمدان (بروح إيليا) ليمهد الطريق لمجيء المسيح (اليوم العظيم)، وبهذا ينتفي وجود كتب أخرى من الوحي المقدس بعد أن كان قد أشار إلى كيفية ومتى مجيء رب المجد، ملاخي 4 : 5-6 (هانذا أرسل إليكم إيليا النبي قبل مجيء يوم الرب اليوم العظيم والمخوف. 6 فيرد قلب الآباء على الأبناء وقلب الأبناء على آبائهم لئلا آتي وأضرب الأرض بلعن).
ينبغي التمييز بين كتب الأبوكريفا والكتب القانونية الثانية التي حذفها البروتستانت والمسماة أيضا ال(أبوكريفا)، فكتب الأبوكريفا (الأناجيل المزيفة)، لم تجمع عليها أي كنيسه.
مثال على كتب الأبوكريفا:
- إنجيل بطرس
- إنجيل توما
- إنجيل فيلبس
- إنجيل مريم المجدليه
- إنجيل راعي هرماس

وهذه الكتب لم تعترف بها أي طائفة مسيحية.
لكل طائفة مسيحية أسفار قانونيه قد تختلف عن بعضها فمثلا الأسفار القانونية للكاثوليك والأرثوذكس تحوي كافة الأسفار القانونية للبروتستانت إضافة لأسفار وإصحاحات (يسميها البروتستانت الأبوكريفا بينما يسميها الكاثوليك والأرثوذكس الأسفار القانونية الثانية)، لن تجد الأبوكريفا في نسخة الكتاب المقدس SVD التي تطبعها دار الكتاب المقدس وإنما تجدها في النسخ الكاثوليكية وهي أسفار في العهد القديم.
لم يتم اقرار اسفار الكتاب المقدس حتى العام 379 م في مجمع قرطاج، وفي هذا المجمع تم إغلاق قانون الكتاب المقدس [1]
إن الاختلاف الواضح بين الكتاب المقدس الكاثوليكي والأرثذوكسي وبين البروتستانتي هو واضح، فالنسخة البروتستانتية لا تحتوي على سبع أسفار كامله، هذه الأسفار :
- طوبيا
- يشوع بن سيراخ
- باروك
- الحكمة
- يهوديت
- المكابيين الأول
- المكابيين الثاني

انقسم اليهود إلى قسمين، القسم الأول وهو اليهود العبريين، هؤلاء عاشوا في فلسطين، والقسم الآخر هو اليهود الهيلانيين أو اليونانيين وهؤلاء عاشوا في الإسكندرية. وكان لكل قسم منهم نسخته من التوراة النسخة العبرية والنسخة اليونانية المعروفها بالسيبتوجين.[2]
ولعل هذا هو السبب الذي يفسر سرعة انتشار المسيحية بين اليهود اليونانيين.

## مارتن لوثر وحركة الإصلاح
وقد ابتدأ مارتن لوثر عام 1517 اعتراضه على صكوك الغفران كبداية، والتي انتهت بطرده من الكنيسة واعتباره متمردا في عام 1521، وهو الذي قام بحذف الأسفار المضافة من قبل الكنيسة الكاثوليكية، وأصبح من أهم المصلحين دينيًا في تاريخ المسيحية.
قام بعض المؤلفين في القرون الأولى باقتباس نصوص معروفة بالكتب القانونية الثانية، وهي سجلات عن أخبار كتبها بعض الناس محاولين ربطها بوحي إلهي، مذكور في سفر الرؤية الإصحاح 22 : 18-19 (لأني أشهد لكل من يسمع أقوال نبوة هذا الكتاب إن كان أحد يزيد على هذا يزيد الله عليه الضربات المكتوبة في هذا الكتاب.، وإن كان أحد يحذف من أقوال كتاب هذه النبوّة يحذف الله نصيبه من سفر الحياة ومن المدينة المقدسة ومن المكتوب في هذا الكتاب).

## وصلات خارجية
- الاسفار القانونية الثانية